# 沙爾塔什湖
56°51′53″N 60°42′33″E / 56.86472°N 60.70917°E

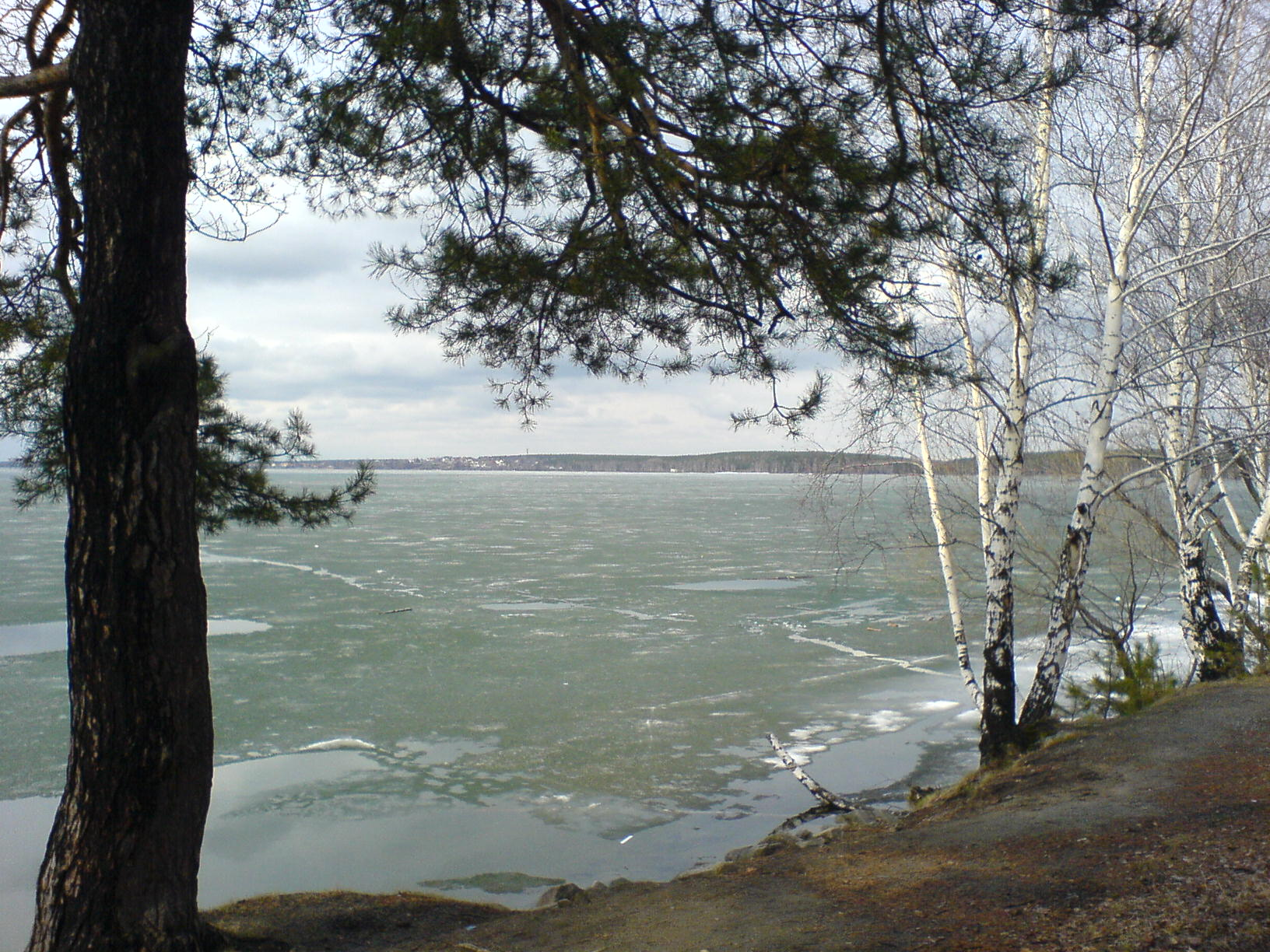

沙爾塔什湖（俄语：Шарташ），是俄羅斯的湖泊，位於該國中西部斯維爾德洛夫斯克州，處於葉卡捷琳堡，長3.8公里、寬2.8公里，面積7.4平方公里，海拔高度276米，平均水深3米，最大水深4.7米。